# 伊茲班 (鐵路)
İZBAN(音譯伊茲班)，或稱Egeray ，是一個服務伊兹密尔及其周邊都會區的通勤鐵路系統，其路線主要依一南北向軸線延伸，並可區分為南線與北線兩個區段。該系統當前每日乘坐次數為185,000人次，為土耳其最繁忙的通勤鐵路系統。İZBAN一詞為İzmir（伊茲密爾）與Banliyö（土耳其語: 近郊住宅區）的混成詞。
該系統成立於2007年，並於2010年開始運營，以活絡伊茲密爾的舊通勤鐵路。 目前，İZBAN運行系統總長達110公里（68英里），並設有38個車站。
İZBANA.Ş. 為該系統當前之經營者，其主要股東為土耳其國家鐵路與伊茲密爾大都會區政府；İZBAN為該地區市政交通總體規劃的一部分。

## 圖片

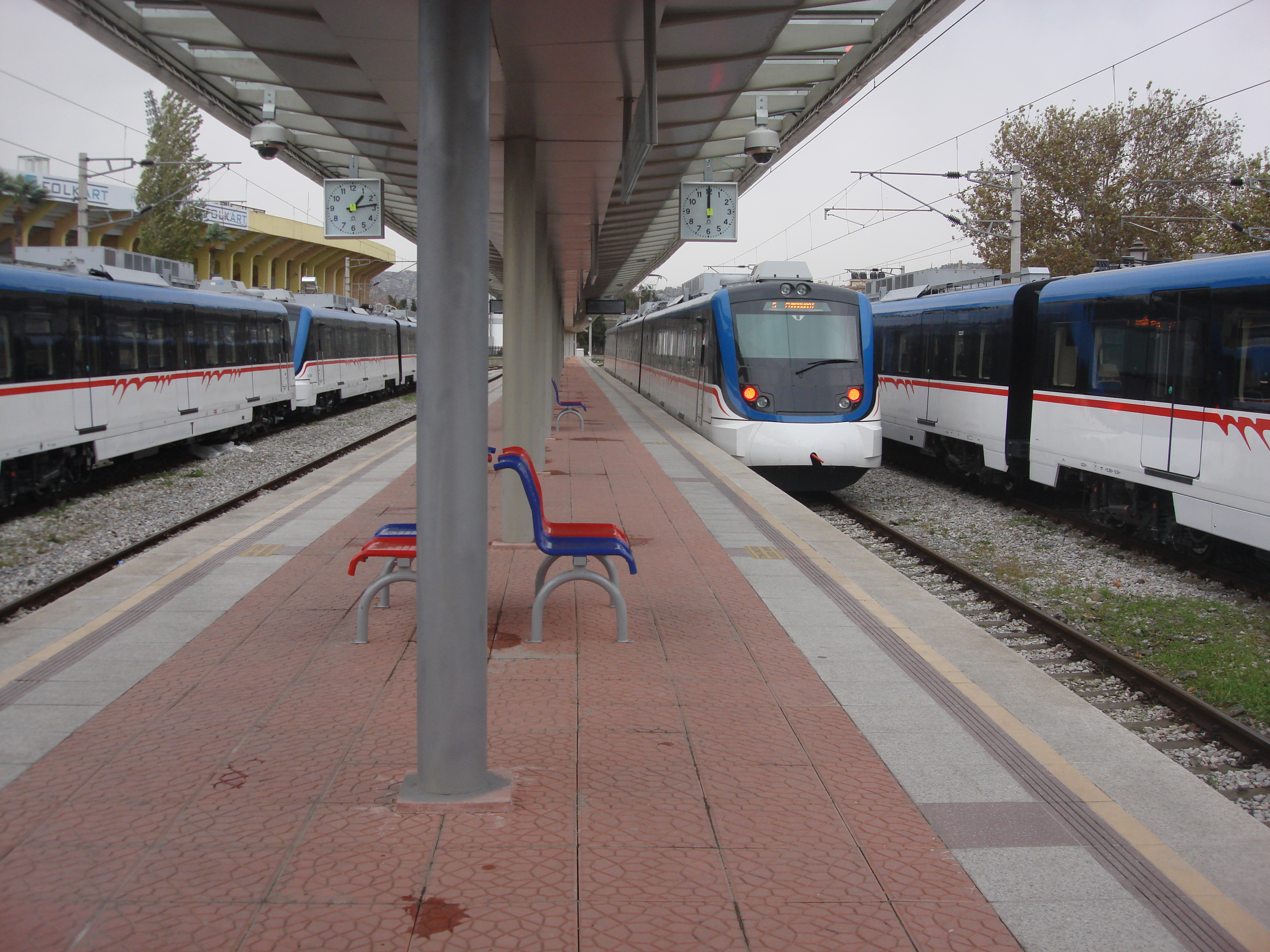
在Alsancak站的IZBAN列車，2010年
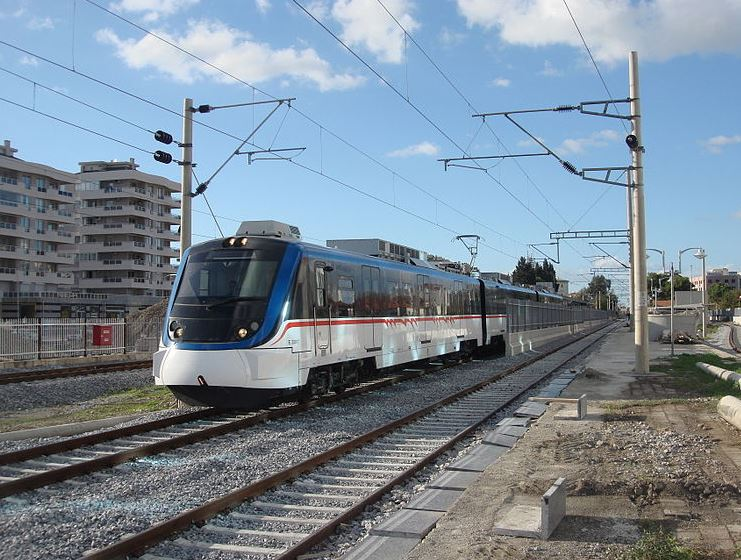
離開Çiğli站向南的列車
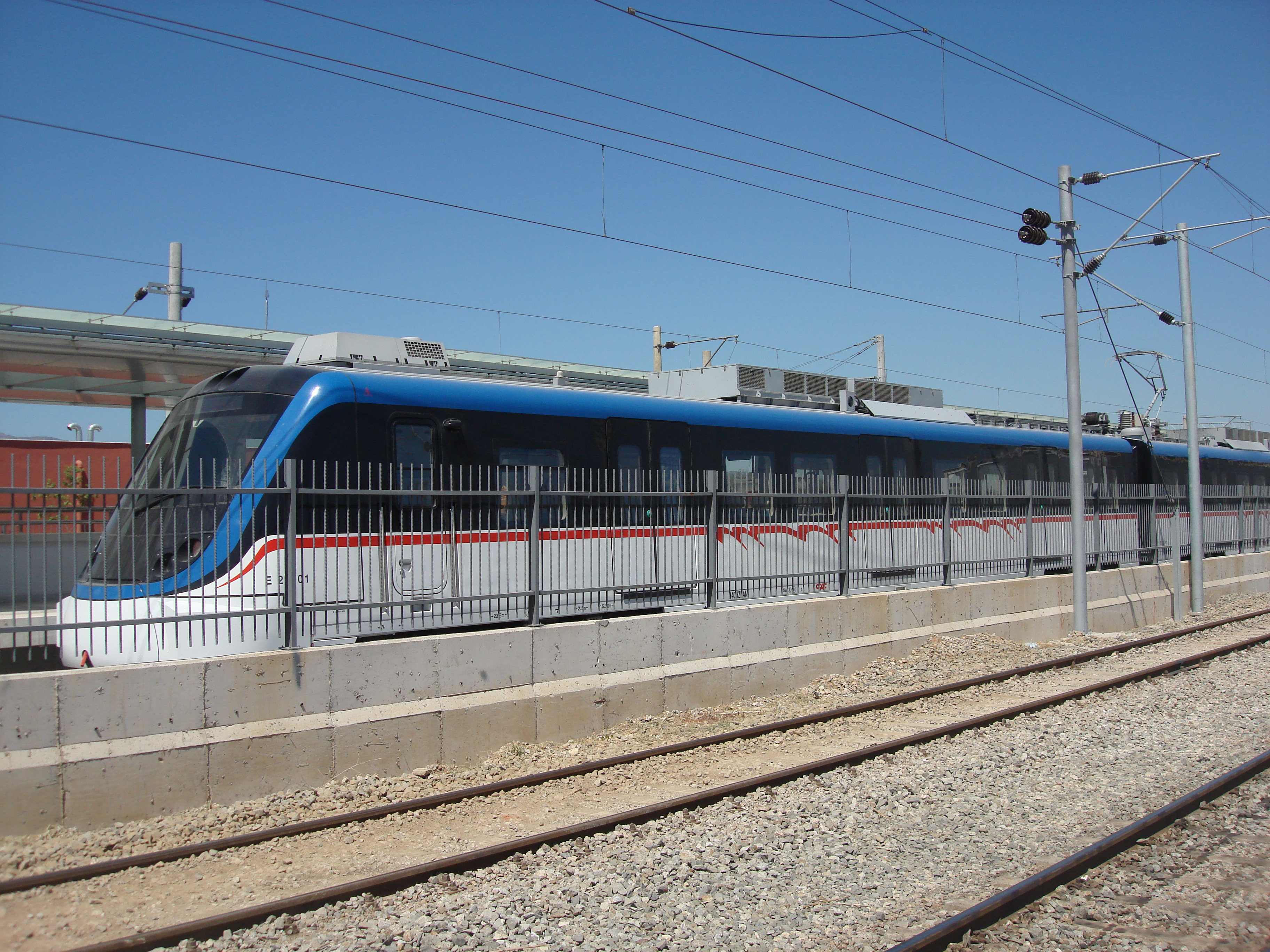
在試運轉時期等待返回Alsancak站的列車
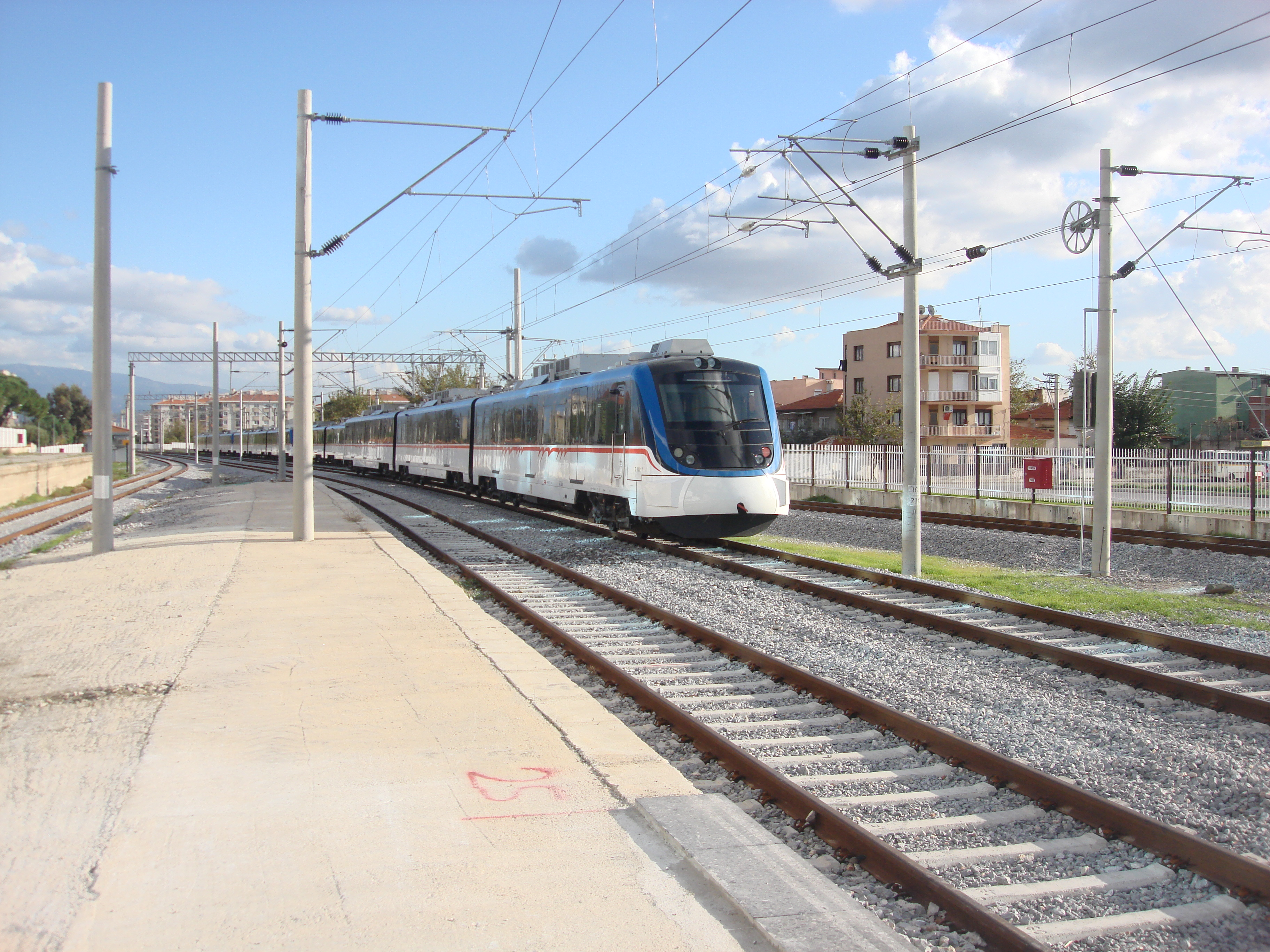
抵達Çiğli站的北向列車
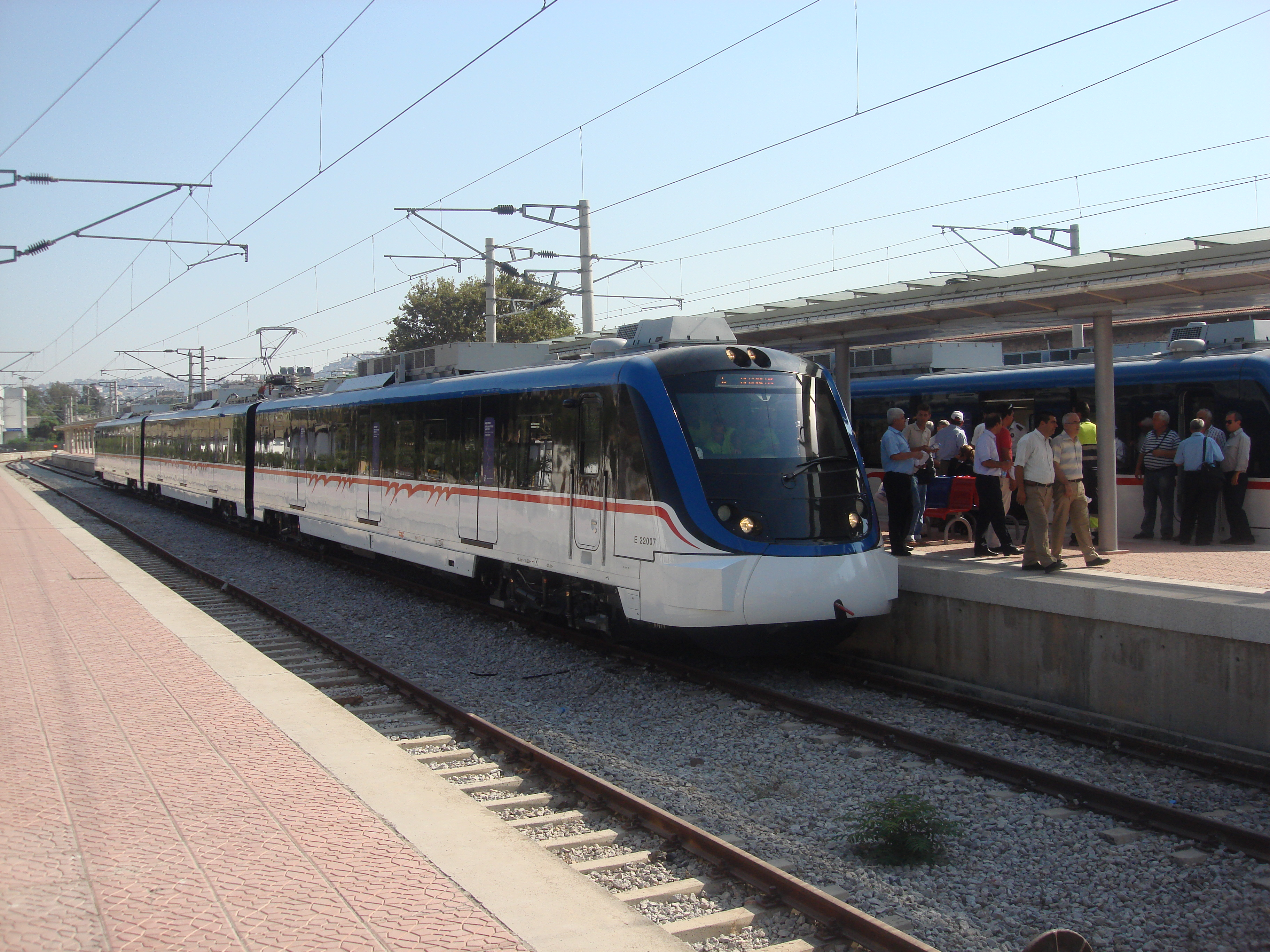
開幕日抵達Alsancak站的列車
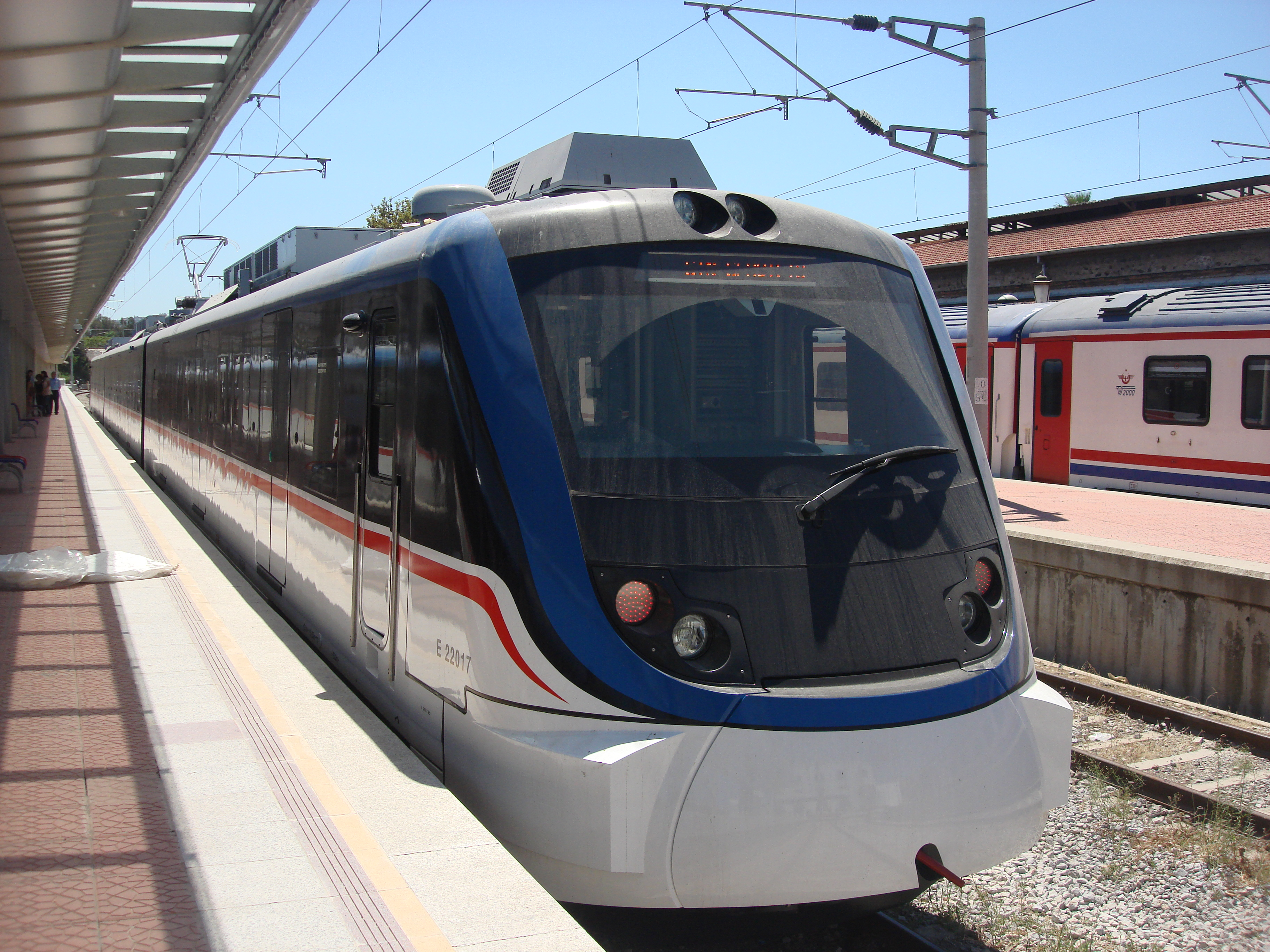
E22017，Alsancak站
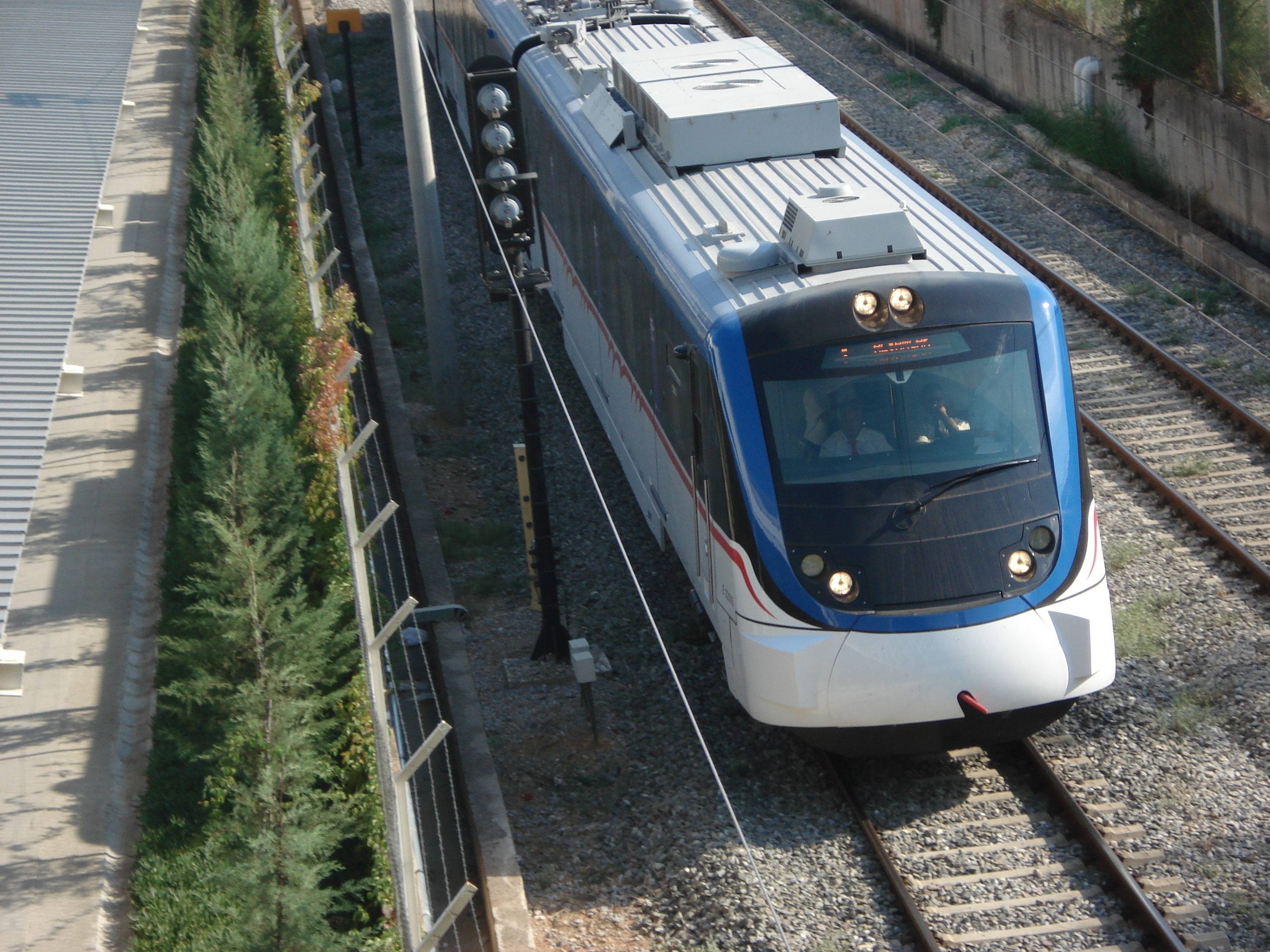
E22008，阿德南曼德里斯機場站
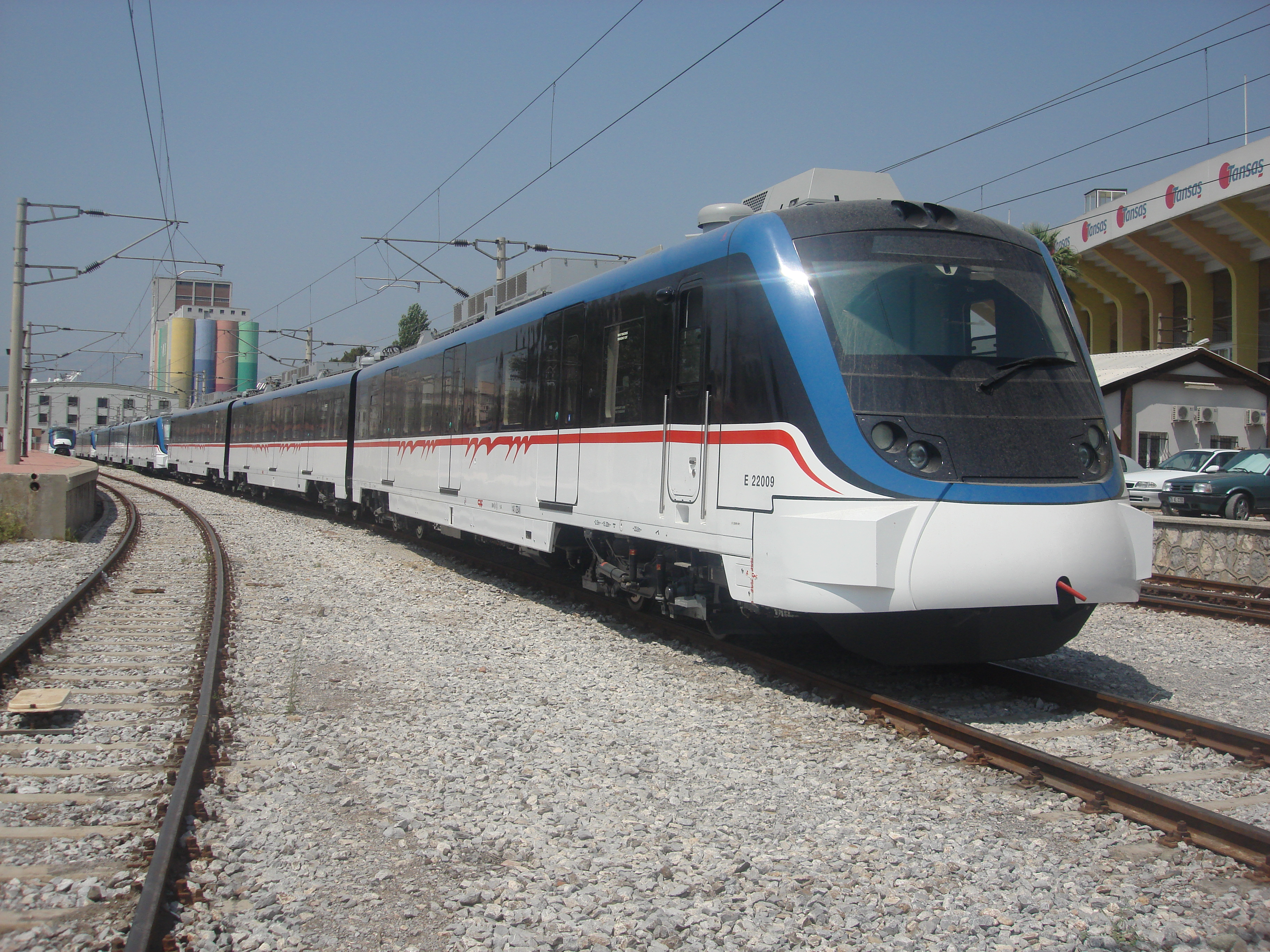
在Alsancak站的İZBAN列車

## 連結
维基共享资源上的相關多媒體資源：伊茲班